# Marten van Valckenborch

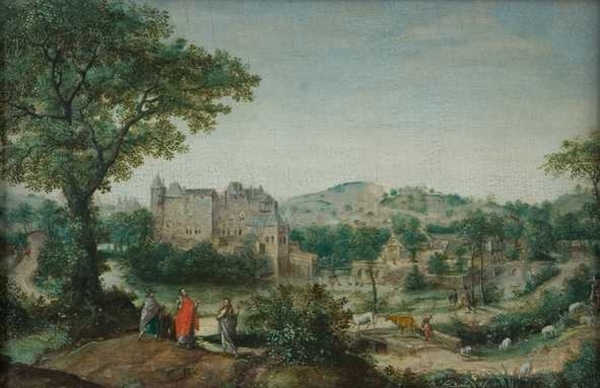
Paisatge amb l'aparició en el camí de Emaús, Amsterdam, Rijksmuseum

Marten van Valckenborch (Lovaina, 1534 -Frankfurt del Main, 1612), va ser un pintor renaixentista flamenc especialitzat en la pintura de paisatge. Documentalment apareix registrat a Mechelen entre 1559 i 1563, a Anvers en 1565, Aquisgrà en 1566 i 1573; de nou a Anvers en 1584 i 1585, i per fi a Frankfurt del Meno de 1586 fins a la seva mort en 1612.
Segons Karel van Mander es va formar com a pintor a Mechelen, que era coneguda com a centre de la pintura a l'oli i especialment de la pintura de paisatge. De religió protestant, en ocasió de la Beeldenstorm, o fúria iconoclasta estesa pels Països Baixos l'estiu de 1566, va abandonar la ciutat amb el seu germà Lucas i va viatjar a Lieja i Aquisgrà seguint el curs del riu Mosa, pintant les vistes de la vall. Amb la rebel·lió de Guillem el Taciturn va retornar als Països Baixos, on es va dedicar a la pintura de petites obres de fàcil venda. Més endavant es va traslladar a Frankfurt del Mein, on va tenir dos fills que es dedicarien també a la pintura.